# ژان روسیو
ژان روسیو (انگلیسی: Jean Rossius; ۲۷ دسامبر ۱۸۹۰ – ۲ مهٔ ۱۹۶۶) دوچرخه‌سوار اهل بلژیک بود.